# Erik Rutan
Erik Rutan (New Jersey, USA, 1971. június 10. –) amerikai gitáros, aki a Ripping Corpse tagjaként kezdte pályafutását a 80-as évek második felében, de több éven át volt tagja a Morbid Angelnek is. Saját zenekara a Hate Eternal a 90-es évek második fele óta a death metal színtér egyik legfontosabb zenekara. Rutan nemcsak gitárosként, de dalszerzőként is aktívan tevékenykedik. Nemcsak a death metalban érzi otthon magát, erre példa az Alas nevű formációja, ahol szimfonikus hatású progresszív metalt játszott. Producerként is tevékenykedik, 2000-es években indította be saját stúdióját (Mana Recording Studios), ahol már több híres metalzenekar is megfordult.

## Pályafutása
Erik 1971-ben született az Amerikai Egyesült Államokban. Tizenévesként kezdett rajongani különböző stílusú metalzenekarokért, aminek hatására el kezdett gitározni. Tanárhoz nem járt, autodidakta módon tanult meg gitározni.
Első zenekara a Ripping Corpse volt, mely 1987-ben alakult. Zeneileg a thrash metal és a korai death metal egyfajta keverékét művelték. 1991-ben nagylemezt is kiadtak Dreaming with the Dead címmel. 1993-ban Erik a Morbid Angel tagja lett. Az 1995-ös Domination albumon az ő játéka is hallható volt, de az Entangled in Chaos koncertlemezen is közreműködött.
1996-ban egy rövid ideig kiszállt a Morbid Angel soraiból, hogy létrehozza a Hate Eternalt, de szintén 1996-ban hívta életre az Alas zenekart is. Utóbbiban az a Martina Astner énekelt, aki korábban a Therion tagja volt. Az Alas albuma 2001-ben jelent meg Absolute Purity címmel. A korongon hallható szimfonikus hatású progresszív metal bebizonyította, Erik sokoldalúságát. Ezt követően folyamatosan dolgozott a Hate Eternallal, de 1999 és 2002 között a Morbid Angelnek is tagja volt. 2002-ben azonban bejelentette, hogy kilép a Morbid Angel soraiból, hogy minden erejét a Hate Eternalra tudja összpontosítani. (Bár 2006-ban egy rövid ideig ismét turnézott a floridai death metal legendával.)
Rutan saját stúdiója Floridában található. A Mana Recording Studios falai között olyan albumok készültek már el, mint a Cannibal Corpse Kill és Evisceration Plague albumai, a Six Feet Under Commandment albuma, a Nile Those Whom the Gods Detest lemeze, vagy az Annotations of an Autopsy, a Goatwhore, a Vital Remains, az Aeon, a The Absence vagy az Into The Moat egyes albumai.
Az Annotations of an Autopsy The Reign of Darkness albumának Rutan nemcsak a producere volt, de a "Bone Crown" című számban vendégénekesként is szerepel.
2019. január 18-án bejelentették, hogy Pat O’Brien helyére lép a Cannibal Corpse téli és tavaszi turnéján.
Rutan EMG hangszedőkkel ellátott B.C. Rich Ironbird gitárokat használ, valamint Marshall erősítőket.

## Diszkográfia
Ripping Corpse
- Dreaming with the Dead (1991)

Morbid Angel
- Domination (1995)
- Entangled in Chaos (1996)

Alas
- Absolute Purity (2001)

Hate Eternal
- Conquering the Throne (1999)
- King of All Kings (2002)
- I, Monarch (2005)
- The Perilous Fight (DVD) (2006)
- Fury and Flames (2008)
- Phoenix Amongst The Ashes (2011)
- Infernus (2015)
- Upon Desolate Sands (2018)

## Fordítás
- Ez a szócikk részben vagy egészben  az   Erik Rutan című angol Wikipédia-szócikk fordításán alapul.  Az eredeti cikk szerkesztőit annak laptörténete sorolja fel. Ez a jelzés csupán a megfogalmazás eredetét és a szerzői jogokat jelzi, nem szolgál a cikkben szereplő információk forrásmegjelöléseként.